# Plataforma F (Chrysler)
La plataforma F de Chrysler de tracción trasera se utilizó desde 1976 hasta 1980. Fue sustituida por la casi idéntica plataforma M de Chrysler. Estos automóviles a veces se denominan los F-body cars, «automóviles de carrocería F».
Había dos distancias entre ejes: 2,761 mm (108,7 plg) en los modelos de 2 puertas y 2,862 mm (112.7 plg) en los de cuatro puertas. A medida que el mercado evolucionaba, se comercializaron como de tamaño medio y con el tiempo adquierieron los emblemas con los nombres de los antiguos modelos de tamaño completo, como el Plymouth Fury para la policía y las aplicaciones de flota. Estos fueron reemplazados de manera efectiva por la plataforma K de Chrysler, con mucho éxito en tamaños estándar y extendidos que conservaban dos asientos corridos, palanca de cambios en la columna del volante y espacio para seis personas, a diferencia de muchos otros coches de tamaño compacto de diseños no estadounidenses con butacas delanteras individuales y palanca de cambio en el piso.
Una de las principales diferencias con la más compacta plataforma A fue la suspensión delantera independiente montada con un sistema de barra de torsión transversal – y a diferencia del modelo longitudinal de la plataforma A – esta fue colocada en un bastidor parcial delantero que se aisló de la carrocería por cuatro soportes masivos de elastómeros, evitando cualquier contacto de metal con metal, y así evitar que las vibraciónes llegaran al interior del los coches.
El amortiguamiento de la suspensión delantera consistía en amortiguadores hidráulicos. La suspensión trasera era más tradicional con eje rígido con ballestas semielípticas y amortiguadores hidráulicos.

## Aplicaciones
Los automóviles que utilizaban la plataforma F wran:
- 1976-1980 Dodge Aspen/Plymouth Volare
- 1979-1980 Plymouth Duster
- 1976-1980 Plymouth Road Runner  (3ª gen.)
- 1976-1980 Dodge Dart (México)
- 1976-1980 Valiant Super Bee (México)
- 1976-1980 Chrysler Valiant / Valiant Volare (México)